# آندل، هلند
اندل، ندرلندز (به هلندی: Andel, Netherlands) یک منطقهٔ مسکونی در هلند است که در Woudrichem واقع شده‌است.

## خصوصیات
اندل ۲٬۵۱۱ نفر جمعیت دارد.